# Kosovo și moneda euro
Kosovo nu are o monedă proprie. Înaintea introducerii monedei euro în 2002, marca germană a fost moneda oficială în toate tranzacțiile bancare și private. Când s-a adoptat moneda euro, marca germană a fost înlocuită, iar Kosovo a început să utilizeze euro de asemenea. Comisia Europeană și Banca Centrală Europeană și-au exprimat nemulțumirea în repetate rânduri, spunând că aderența la un criteriu de convergență, nu sunt negociabile, dar nu au intervenit să oprească utilizarea monedei în anii ce-au urmat.   
În aceeași situație se găsește și Muntenegru.